# Atkins (Iowa)
Atkins és una població dels Estats Units a l'estat d'Iowa. Segons el cens del 2000 tenia 977 habitants.

## Demografia
Segons el cens del 2000, Atkins tenia 977 habitants, 361 habitatges, i 275 famílies. La densitat de població era de 460 habitants per km².
Dels 361 habitatges en un 42,4% hi vivien nens de menys de 18 anys, en un 68,1% hi vivien parelles casades, en un 5,3% dones solteres, i en un 23,8% no eren unitats familiars. En el 20,8% dels habitatges hi vivien persones soles el 8,3% de les quals corresponia a persones de 65 anys o més que vivien soles. El nombre mitjà de persones vivint en cada habitatge era de 2,71 i el nombre mitjà de persones que vivien en cada família era de 3,13.
Per edats la població es repartia de la següent manera: un 31,3% tenia menys de 18 anys, un 5,7% entre 18 i 24, un 34,2% entre 25 i 44, un 17,7% de 45 a 60 i un 11,1% 65 anys o més.
L'edat mediana era de 33 anys. Per cada 100 dones de 18 o més anys hi havia 101,5 homes.
La renda mediana per habitatge era de 50.833 $ i la renda mediana per família de 58.375 $. Els homes tenien una renda mediana de 40.950 $ mentre que les dones 26.719 $. La renda per capita de la població era de 20.507 $. Entorn de l'1,7% de les famílies i el 3,9% de la població estaven per davall del llindar de pobresa.

## Poblacions més properes
El següent diagrama mostra les poblacions més properes.